# Solomon Amanchukwu Amatu
Solomon Amanchukwu Amatu (* 17. Dezember 1950 in Ukpo, Bundesstaat Anambra, Nigeria) ist Bischof von Okigwe. 

## Leben
Solomon Amanchukwu Amatu empfing am 7. Oktober 1978 die Priesterweihe.
Papst Johannes Paul II. ernannte ihn am 22. Dezember 2000 zum Titularbischof von Sabrata und zum Weihbischof in Awka. Die Bischofsweihe spendete ihm der Apostolische Nuntius in Nigeria, Osvaldo Padilla, am 28. April 2001; Mitkonsekratoren waren Albert Kanene Obiefuna, Erzbischof von Onitsha, und Simon Akwali Okafor, Bischof von Awka. 
Papst Benedikt XVI. ernannte ihn am 28. Mai 2005 zum Koadjutorbischof von Okigwe. Nach dem Rücktritt Anthony Ekezia Ilonus folgte er diesem am 22. April 2006 im Amt des Bischofs von Okigwe nach.